# Распаиха
Распаиха — река на Урале, в Свердловской области. Протекает по Шалинскому и Староуткинскому городским округам. 
Приток реки Утка (Дикая Утка, левый приток Чусовой), впадает в Утку в 7,7 км от её устья по левому берегу. Длина реки 20 км. 

## География
Истоки Распаихи — в Шалинском городском округе, основное течение  — в городском округе Староуткинск. Течёт преимущественно на юго-восток, устье в полукилометре северо-западнее деревни Волыны. 
Основной приток — Большая Распаиха, впадает справа в 8,5 км от устья.

## Данные водного реестра
По данным государственного водного реестра России, река Распаиха относится к Камскому бассейновому округу, водохозяйственный участок реки — Чусовая от города Ревды до в/п посёлка Кына, речной подбассейн Камы до Куйбышевского водохранилища (без бассейнов рек Белой и Вятки), речной бассейн Камы. Код объекта в государственном водном реестре — 10010100612111100010522.